# I Musici de Montréal
I Musici de Montréal is een Canadees kamerorkest, gevestigd in Montréal.
Het kamerorkest is in oktober 1983 mede opgericht door cellist Yuri Turovsky, die op zijn beurt speelde in het Borodin Trio. Het debuutconcert van het ensemble had de Concerti grossi op. 6 van Georg Friedrich Händel op het programma. Het ensemble haalt zijn musici voornamelijk uit de muziekinstituten in en rond Montréal; de McGill University; de Universiteit van Montréal en het conservatorium van Montréal.
In 2011 moest Turovsky om gezondheidsredenen aftreden als leider van het ensemble. Hij werd vervangen door Jean-Marie Zeitouni. Turovsky overleed op 15 januari 2013.